# Тибет
Тибет (кин. 西藏自治区), једна од пет аутономних области НР Кине. Налази се на просјечној надморској висини од 4.900 м и често се зове "кров света". Има површину од 1.228.400 km² и има 3.002.166 становника (2010). Главни град је Ласа.
Тибетанска висораван је највиша висораван света. Највиши врх свијета Маунт Еверест налази се на граници Тибета и Непала. Превладава сува клима с јако малом количином падавина током године. Иако сваке године падне мала количина снега, због велике надморске висине, снијег се на одређеним дијеловима задржава током цијеле године. Индијски монсун захваћа само источни Тибет, док у сјеверном Тибету преовладавају високе температуре током љета и јако хладне зиме.
Пустињска тибетанска висораван је изграђена од магматских стијена, гранита и кречњака, издвојена планинским ланцима и дубоким долинама, а због висине хладна. Северни Тибет је скоро беживотна пустиња, са само 100—150 мм падавина годишње. Ту су средње зимске температуре -30 — -35 °C, а високе планине под вечним снегом. Јужни Тибет је влажнији.
Културни утицај Тибета, односно тибетанског будизма, обухвата и делове Непала, Бутана и неке делове северне Индије, где је раширен будизам.
Иако су падавине на Тибету оскудне и сњежне, на њему извиру велике ријеке: Јангце, Жута река, Меконг и др. Бројна су и језера, пространа и висока. Вода језера је најчешће слана и не отјече.
Већину становништва чине Тибетанци. Значајан постотак Кинеза доселио се на Тибет углавном током шездесетих и седамдесетих година 20. века, због тадашње комунистичке политике и покушаја асимилације Тибетанаца. Већина становништва служи се тибетанским језиком, који је признат поред службеног кинеског. Доминантна религија је будизам.

## Галерија
- Маунт Еверест
- Језеро Нам Ко
- Орање помоћу јакова.
- Палата Потала.